# Tobias Ocholla
Tobias Ocholla (ur. 1963 w Othoro) – kenijski piłkarz grający na pozycji obrońcy. W swojej karierze rozegrał 23 mecze w reprezentacji Kenii.

## Kariera klubowa
Swoją karierę piłkarską Ocholla rozpoczął w klubie Kisumu Hotstars FC, w barwach którego zadebiutował w 1982 roku w kenijskiej pierwszej lidze. W 1986 roku przeszedł do Gor Mahia i grał w nim do końca swojej kariery, czyli do 1996 roku. Z Gor Mahia wywalczył pięć tytułów mistrza Kenii w sezonach 1987, 1990, 1991, 1993 i 1995, a także zdobył cztery Puchary Kenii w sezonach 1986, 1987, 1988 i 1992.

## Kariera reprezentacyjna
W reprezentacji Kenii Ocholla zadebiutował 10 sierpnia 1987 roku w zremisowanym 1:1 (i ostatecznie wygranym 3:2 po serii rzutów karnych) półfinałowym meczu Igrzysk Afrykańskich 1987 z Malawi, rozegranym w Nairobi. W 1988 roku był w kadrze Kenii na Puchar Narodów Afryki 1988. Wystąpił na nim w dwóch meczach grupowych: z Egiptem (0:3) i z Kamerunem (0:0).
W 1990 roku Ochollę powołano do kadry na Puchar Narodów Afryki 1990. Na tym turnieju wystąpił trzykrotnie w meczach grupowych: z Senegalem (0:0), Zambią (0:1) i z Kamerunem (0:2).
W 1992 roku Ocholla został powołany do kadry na Puchar Narodów Afryki 1992. Zagrał w nim w dwóch meczach grupowych: z Nigerią (1:2) i z Senegalem (0:3). Od 1987 do 1992 wystąpił w kadrze narodowej 23 razy.